# Rikei ga Koi ni Ochita no de Shōmei Shite Mita
Rikei ga Koi ni Ochita no de Shōmei Shite Mita. (理系が恋に落ちたので証明してみた。 La ciencia se enamoró, así que intentaré demostrarlo?) es un manga shōnen escrito e ilustrado por Alifred Yamamoto. Ha sido serializado en línea a través del sitio web Comic Meteor de Flex Comix desde 2016 y recopilado en seis volúmenes tankōbon. Una adaptación a TV Drama de 4 episodios fue emitida entre el 1 y el 22 de septiembre de 2018 y una película se estrenó el 1 de febrero de 2019.
Una adaptación a serie de anime producida por Zero-G fue estrenada el 10 de enero de 2020. Una segunda temporada se estrenó el 1 de abril de 2022.

## Argumento
Shinya Yukimura y Ayame Himuro son compañeros de posgrado de ciencias en la Universidad de Saitama, y reconocidos por su enfoque analítico y racional, sin embargo, al descubrir que ambos se gustan, deciden aplicar su enfoque y comprobar científicamente si lo que realmente sienten es amor.

## Personajes
Shinya Yukimura (雪村心夜 Yukimura Shinya?)
Interpretado por: Shun Nishime (drama y película);  Seiyū: Yuma Uchida (anime), Carlo Vázquez (español latino)
Protagonista masculino. Shinya es un investigador de posgrado de ciencia y tecnología de primer año en la Universidad de Saitama, y trabaja a la par junto a Ayame. Después de descubrir los sentimientos que Ayame tiene por él, se da cuenta de que no sabe nada sobre el amor ni sobre lo que él realmente siente por ella, por lo que se embarca en una serie de experimentos lógico-matemáticos junto a Ayame para ver si lo que realmente sienten ambos es amor. Se avergüenza fácilmente pero es completamente serio y analítico, manteniéndose aferrado a su investigación.
Ayame Himuro (氷室菖蒲 Himuro Ayame?)
Interpretada por: Nana Asakawa (drama y película);  Seiyū: Sora Amamiya (anime), Angélica Villa (español latino)
Protagonista femenina, también es una investigadora de posgrado de ciencia y tecnología de primer año en la Universidad de Saitama junto a  Shinya. Descubre que está enamorada de él y se embarca en un viaje lógico-matemático junto a Shinya para probar si lo que realmente sienten ambos es amor. Puede ser sarcástica pero, al igual que Shinya, es seria y analítica lo que la hace seguir también con la investigación. Ambos se conocen desde la primaria, cuando Ayame era hostigada por ser una "cerebrito", en ese momento Shinya, el cual también era molestado, la instó a que nunca abandone su camino científico, mantenga sus convicciones y no se oculte. Suele expresar su felicidad agitando su pelo como una cola de perro
Kotonoha Kanade (奏言葉 Kanade Kotonoha?)
Interpretada por: Yuuka Yano (drama y película);  Seiyū: Natsuko Hara (anime), Rebeca Gómez (español latino)
Kotonoha  es una estudiante de cuarto año en la Universidad de Saitama que ayuda a Himuro y Yukimura. Si bien a menudo no tiene idea de qué está pasando con sus compañeros o por qué actúan de manera extraña, generalmente está feliz de poder ayudarlos. Es la voz de la razón del grupo, aunque lo más cercano que experimentó en cuestiones románticas es haberse enamorado de uno de sus profesores.
Ena Ibarada (棘田恵那 Ibarada Ena?)
Interpretada por: Karin Ogino (drama y película); Seiyū: Nichika Ōmori (anime), Scarlet Miuller (español latino)
Se graduó de segundo año en la Universidad de Saitama y es la miembro más antigua del grupo de investigación en el que están Ayame y Shinya, a pesar de su engañosa apariencia de Lolita. Le encanta jugar videojuegos y burlarse de su amigo Kosuke con el motivo de entretenerse o para provocar el caos ya que siente algo de atracción por él. Ena es bastante inteligente y caprichosa, y en ciertas ocasiones actúa como un gato, ocultando esto bajo una conducta por lo general "kuudere" (fría e inexpresiva)
Kosuke Inukai (犬飼虎輔 Inukai Kōsuke?)
Interpretado por: Tomu Fujita (drama y película);  Seiyū: Jun Fukushima (anime), Sebastián Cobos (español latino)
Kosuke es un estudiante de cuarto año en la Universidad de Saitama y otro de los miembros fundadores del grupo de investigación en el que participan los protagonistas, es amigo de la infancia de Ibarada Ena, un gran otaku y amante de las chicas 2D. Kosuke duerme con sus dakimakuras y gasta gran parte de su dinero en videojuegos; sabe que a otras personas les parecerían extrañas sus preferencias y gustos, por lo que generalmente las esconde y da la imagen de un hombre que ha estado enamorado de muchas mujeres. Cuando cuenta una historia de amor o algo que hizo con una chica, por lo general, es de uno de los juegos de simulación de citas que está jugando. A pesar de que ya no juega fútbol, le encanta usar camisetas.
Professor Ikeda (池田教授 Ikeda-kyōju?)
Interpretado por: Ryōtarō Okiayu (drama y película);  Seiyū: Ryōtarō Okiayu (anime), Gustavo López (español latino)
El profesor Ikeda  es maestro del laboratorio en el Departamento de Ciencia e Investigación de la Universidad de Saitama, donde trabaja el grupo de los protagonistas. Ikeda es muy amable y siempre es solidario, pero se enoja mucho cuando lo hacen enojar. Debido a su cuerpo bien formado cuando se enoja sus músculos se hinchan y se vuelve intimidante y, a menudo suele romper la ropa que lleva puesta junto con ellos. Se vuelve apadrinador de la investigación romántica que encaran Ayame y Shinya.
Rikekuma (リケクマ?)
 Seiyū: Momo Asakura (anime), Lucy Escandón (español latino)
Rikekuma es un personaje de explicación que rompe la cuarta pared al explicarle al espectador determinados hechos, en un tono sarcástico. Es un oso de peluche parlante con un vasto conocimiento científico. Dentro de los hechos es simplemente un muñeco inerte, que toma vida en los intervalos en los que tiene que explicarle algo al espectador.

## Contenido de la obra

### Manga
Rikei ga Koi ni Ochita no de Shōmei Shite Mita. (理系が恋に落ちたので証明してみた。?) es escrito e ilustrado por Alifred Yamamoto. Comenzó su serialización en el sitio web Comic Meteor de Flex Comix el 25 de mayo de 2016, quien publicó el primer volumen en formato tankōbon en noviembre del mismo año. La serie tiene un total de seis tomos publicados hasta la fecha.

#### Lista de volúmenes
| N.º | Fecha de lanzamiento    | ISBN original       |
| --- | ----------------------- | ------------------- |
| 1   | 10 de noviembre de 2016 | ISBN 9784593858460  |
| 2   | 9 de junio de 2017      | ISBN 9784593858613  |
| 3   | 26 de noviembre de 2017 | ISBN 9784-593858736 |
| 4   | 12 de julio de 2018     | ISBN 9784866750187  |
| 5   | 12 de enero de 2019     | ISBN 9784866750439  |
| 6   | 12 de julio de 2019     | ISBN 9784866750682  |
| 7   | 9 de enero de 2020      | ISBN 9784866750903  |

### TV Drama
Una adaptación a drama en imagen real de 4 episodios se emitió del 1 al 22 de septiembre de 2018 para promocionar la película de acción en vivo. El drama fue dirigido por Masatsugu Asahi.

### Película
Una adaptación cinematográfica de imagen real se estrenó el 1 de febrero de 2019. La película fue dirigida por Masatsugu Asahi y Toshihiro Sato.

### Anime
El 8 de enero de 2019 se anunció una adaptación al anime. La serie es animada por Zero-G y dirigida por Toru Kitahata, con guiones de Rintarou Ikeda y Michiko Yokote y diseño de personajes de Yūsuke Isouchi. hisakuni, Shouichiro Hirata, Kaoru Ōtsuka, Shūhei Takahashi, Takuma Sogi y Yūko Takahashi están a cargo de la composición de la música. Sora Amamiya interpreta el tema de apertura de la serie «PARADOX», mientras que Akari Nanawo se encarga del tema de cierre «Turing Love feat. Sou». Fue estrenada el 10 de enero de 2020 en Tokyo MX, BS11, RNC, GTV, GYT, MBS y CTC. El 18 de mayo de 2021, se anunció que Sentai Filmworks había adquirido los derechos de distribución de videos domésticos.
El 17 de octubre de 2020, se anunció una segunda temporada durante un evento especial celebrado en Japón. Se estrenará el 1 de abril de 2022 con el elenco y el personal repitiendo sus papeles. Sora Amamiya interpreta el tema de apertura "Love-Evidence", mientras que CHiCO con HoneyWorks y Mafumafu interpretan el tema de cierre "Bibitto Love".
El 11 de abril de 2022, Crunchyroll anunció que la serie recibió un doblaje tanto en inglés como en español latino, que se estrenó el 2 de abril la segunda temporada. y la primera temporada (26 de enero de 2023).